# محمد علي دوغان
محمد علي دوغان (بالتركية: Muhammed Ali Doğan)‏ هو لاعب كرة قدم تركي، ولد في 10 أغسطس 1995 في أوبرهاوزن في ألمانيا. شارك مع منتخب تركيا تحت 19 سنة لكرة القدم. أما مع النوادي، فقد لعب مع معمورة العزيز سبور.

## وصلات خارجية
- محمد علي دوغان على موقع اتحاد تركيا (لاعب) (الإنجليزية)
- محمد علي دوغان على موقع قاعدة بيانات كرة القدم.إي يو (الإنجليزية)
- محمد علي دوغان على موقع Soccerbase.com (لاعب) (الإنجليزية)
- محمد علي دوغان على موقع Soccerway.com (الإنجليزية)
- محمد علي دوغان على موقع عالم كرة القدم.نت (الإنجليزية)